# 시간 외 거래
시간 외 거래(extended-hours trading) 또는 전자 거래 시간(electronic trading hours, ETH)는 증권거래소의 장전 거래 또는 장후 거래와 같이 거래일 정규 거래 시간(RTH) 전후에 발생하는 주식 거래이다.
장후 거래는 주요 시장이 폐장되었을 때 유가증권을 사고파는 것을 의미한다. 1985년 이후, 뉴욕 증권거래소 및 나스닥 증권 시장과 같은 미국 주요 거래소의 정규 거래 시간은 동부 표준시 (ET) 오전 9시 30분부터 오후 4시까지이다. 장전 거래는 동부 표준시 오전 4시부터 오전 9시 30분까지 이루어지지만, 대부분의 거래량과 유동성은 동부 표준시 오전 8시에 장전 시장으로 들어온다. 정상 세션이 있는 날의 장후 거래는 동부 표준시 오후 4시부터 오후 8시까지 이루어진다. 마켓 메이커와 전문가들은 일반적으로 유동성을 제한할 수 있는 장후 거래에 참여하지 않는다.
정규 시간 외 거래는 새로운 현상이 아니지만, 과거에는 고액 자산가 투자가와 상호 펀드와 같은 기관투자가에게만 제한되었다. ECN(전자통신망)으로 알려진 사설 거래 시스템의 등장은 개인 투자가들이 장후 거래에 참여할 수 있도록 했다. 장전 거래와 장후 거래는 모두 NYSE Arca를 포함한 ECN을 통해 처리된다.
장후 세션 동안 자발적으로 호가를 입력하는 금융산업규제국(FINRA) 회원사는 모든 해당 지정가 주문 보호 및 표시 규칙(예: 매닝 규칙 및 SEC 주문 처리 규칙)을 준수해야 한다.

## 같이 보기
- 거래일
- 증권거래소의 중지 및 일시 중지
- 증권거래소 목록
- 증권거래소 거래 시간 목록